# گریسی آلن
گریس اتل سیسیل رزالی "گریسی" آلن (انگلیسی: Grace Ethel Cecile Rosalie "Gracie" Allen; ۲۶ ژوئیهٔ ۱۸۹۵ – ۲۷ اوت ۱۹۶۴) یک هنرپیشه و خواننده اهل ایالات متحده آمریکا بود. وی بین سال‌های ۱۹۲۴ تا ۱۹۵۸ میلادی فعالیت می‌کرد.